# LEGO Marvel Super Heroes 2
LEGO Marvel Super Heroes 2 è un videogioco d'azione del 2017 sviluppato da Traveller's Tales in collaborazione con Marvel Entertainment e pubblicato da Warner Bros. Interactive Entertainment per PlayStation 4, Xbox One, Nintendo Switch e Microsoft Windows e distribuito globalmente il 14 settembre 2017. La versione per macOS, ad opera di Feral Interactive è uscita nell'agosto 2018.
È il seguito di LEGO Marvel Super Heroes ed è il terzo gioco LEGO Marvel dopo LEGO Marvel's Avengers.

## Trama
I Guardiani della Galassia vengono convocati a Xandar per supportare le Nova Corps dall'invasione di Kang il Conquistatore. Questi usa un cristallo temporale per evocare il Celestiale Eson Il Ricercatore ma i Guardiani riescono a sconfiggerlo e Kang scappa via, riuscendo però a scannerizzare prima tutta la città.
Nel frattempo sulla Terra (dopo gli eventi di LEGO Marvel Super Heroes) gli Avengers festeggiano al Palazzo dei Vendicatori dove però la festa viene interrotta quando i supereroi si dividono in 3 gruppi per affrontare tre diverse minacce di supercriminali. In una struttura di ricerca siberiana Capitan America, She-Hulk e Thor affrontano Presenza e lo sconfiggono salvando i membri della Guardia d'Inverno. Nell'oceano Pacifico Iron Man e Capitan Marvel trovano una base sottomarina gestita da Attuma, sostenuta dalla Roxxon e il duo la fa saltare in aria. Sul Ponte di Brooklyn, Ms. Marvel e Tigre Bianca aiutati da Spider-Man combattono i detenuti fuggiti dal Raft tra cui quasi tutti i componenti dei Sinistri Sei.
Intanto Nick Fury avvista i Guardiani che lo avvisano di Kang che sta arrivando, inizialmente scettico ma quando arriva con la sua flotta a forma di Spada avvolge Manhattan in un bagliore e la trasporta in una sua creazione chiamata Chronopolis una fusione di varie realtà e mondi. Gli Avengers per femare Kang dovranno unire le forze con i Guardiani, gli Inumani, le loro versioni alternative e tutti i supereroi e supercattivi delle varie realtà Marvel per cercare di cancellare Chronopolis e mettere le cose a posto. 

## Personaggi
| Personaggio                            | Terra | DLC |
| -------------------------------------- | ----- | --- |
| Iron Man Mk Prime (Tony Stark)         | 13122 |     |
| Iron Man Mk XLVII (Tony Stark)         | 13122 |     |
| Capitan America (Steve Rogers)         | 13122 |     |
| Thor (Ragnarǫk)                        | 13122 |     |
| Capitan Marvel (Carol Danvers)         | 13122 |     |
| Ant-Man (Scott Lang)                   | 13122 |     |
| Spider-Man (Peter Parker)              | 13122 |     |
| Star-Lord (Peter Quill)                | 13122 |     |
| Freccia Nera (Blackagar Boltagon)      | 13122 |     |
| Rocket Raccoon                         | 1322  |     |
| Daredevil (Matt Murdock)               | 1322  |     |
| Wasp (Nadia Pym)                       | 1322  |     |
| Gamora                                 | 1322  |     |
| Spider-Man (Miguel O'Hara)             | 928   |     |
| Drax il Distruttore                    | 1322  |     |
| Hulk                                   | 1322  |     |
| Hulk (Ragnarǫk)                        | 1322  |     |
| Phil Coulson                           | 1322  |     |
| Groot                                  | 1322  |     |
| Medusa (Medusalith Amaquelin-Boltagon) | 1322  |     |
| Dottor Stephen Strange                 | 1322  |     |
| Venom (Eddie Brock)                    | 1322  |     |
| Valchiria (Ragnarǫk)                   | 1322  |     |
| Daisy Johnson/Quake                    | 1322  |     |
| Tigre Bianca                           | 1322  |     |
| Black Panther (T'Challa)               | 1322  |     |
| Black Panther (Costume Vibranio)       | 1322  | Si  |
| Carnage (Cletus Kasady)                | 1322  |     |
| Nick Fury                              | 1322  |     |
| Hela (Ragnarǫk)                        | 1322  |     |
| Kingpin (Wilson Fisk)                  | 1322  |     |
| Iron Fist (Danny Rand)                 | 1322  |     |
| Okoye                                  | 1322  | SI  |
| Ayesha                                 | 1322  |     |
| Yondu                                  | 1322  |     |
| Yondu (Classico)                       | 616   | Si  |
| Spider-Man (Miles Morales)             |       |     |
| A-Bomb                                 | 1322  |     |
| Adam Warlock                           | 1322  |     |
| Agente Venom                           | 1322  |     |
| Scarlet Witch                          | 1322  |     |

## Eredità

### Contenuti scaricabili
Sono usciti vari contenuti scaricabili per questo gioco tra cui:
| DLC                                        | Contiene |
| ------------------------------------------ | --- |
| LEGO Marvel Super Heroes 2 Pass Stagionale | Consente di avere gratuitamente tutti i DLC                                                                    |
| Agenti Atlas DLC                           | - Jimmy Woo - Uomo Gorilla - M-11 - Il Crociato - Venere                                                       |
| Guardiani della Galassia Classici DLC      | - Charlie-27 - Major Astro - Martinex - Yondu (Fumetti) - Starhawk - Aleta Ogord - Nikki                       |
| Guardiani della Galassia Vol. 2 DLC        | - Livello e Personaggi dal film Guardiani della Galassia Vol. 2                                                |
| Tempo Scaduto DLC                          | - Iron Man 2020 - Lady Spider - Nosferata - Captain Assyria - Warmaker - Hulk 2099 - Daredevil Noir            |
| Champions DLC                              | - Iron Heart - Devil Dinosaur - Moon Girl - Vivi - Sparky - Amadeus Cho - Nadia Pym Vespa - Kate Bishop - Nova |
| Black Panther DLC                          | - Livello e Personaggi dal film Black Panther                                                                  |
| Cloak & Dagger DLC                         | - Livello e Personaggi dalla serie TV Cloak & Dagger                                                           |
| Avengers: Infinity War DLC                 | - Livello e Personaggi dal film Avengers: Infinity War                                                         |
| Runaways DLC                               | - Livello e Personaggi dalla serie TV Runaways                                                                 |
| Ant-Man and the Wasp DLC                   | - Livello e Personaggi dal film Ant-Man and the Wasp                                                           |

## Doppiaggio italiano
| Personaggio                   | Doppiatore italiano |
| ----------------------------- | ------------------- |
| Peter Quill/Star-Lord         | Francesco Rizzi     |
| Rocket Raccoon                | Francesco Mei       |
| Nova Prime                    | Stefania Patruno    |
| Gamora                        | Gea Riva            |
| Groot                         | Renzo Ferrini       |
| Kang il Conquistatore         | Claudio Moneta      |
| Nick Fury                     | Massimiliano Lotti  |
| Thor                          | Francesco Rizzi     |
| Steve Rogers/Capitan America  | Lorenzo Scattorin   |
| Tony Stark/Iron Man           | Claudio Moneta      |
| Peter Parker/Spider-Man       | Alessandro Capra    |
| Matt Murdock/Daredevil        | Gianluca Iacono     |
| Tigre Bianca                  | Beatrice Caggiula   |
| She-Hulk                      | Chiara Francese     |
| Hank Pym/Giant-Man            | Marco Benedetti     |
| Gwenpool                      | Ludovica De Caro    |
| Mysterio                      | Renzo Ferrini       |
| Avvoltoio                     | Luca Sandri         |
| Kraven il cacciatore          | Silvio Pandolfi     |
| Dottor Octopus                | Jacopo Calatroni    |
| Ravonna                       | Stefania Patruno    |
| Stan Lee                      | Gianni Quillico     |
| Kamala Kan/Ms. Marvel         | Gea Riva            |
| Dottor Strange                | Gabriele Calindri   |
| Cavaliere Nero Nathan Garrett | Cesare Rasini       |
| Arnim Zola                    | Riccardo Peroni     |
| M.O.D.O.K.                    | Gianluca Iacono     |
| Kid Colt                      | Mattia Bressan      |
| Heimdall                      | Silvio Pandolfi     |
| Loki                          | Lorenzo Scattorin   |
| Surtur                        | Vittorio Bestoso    |
| Mordo                         | Alessandro Zurla    |
| Wilson Fisk/Kingpin           | Cesare Rasini       |
| Danny Rand/Iron Fist          | Jacopo Calatroni    |
| Presenza                      | Federico Danti      |
| Luke Cage                     | Massimiliano Lotti  |
| Miguel O'Hara/Spider-Man 2099 | Gabriele Calindri   |
| Kwan                          | Massimiliano Lotti  |
| Goblin Verde 2099             | Luca Ghignone       |
| Re Rosso                      | Massimiliano Lotti  |
| Faraone                       | Claudio Moneta      |
| Medusa                        | Stefania Patruno    |
| Triton                        | Alessandro Rigotti  |
| Cosmo                         | Luca Sandri         |